# یتی ۲۸۴۳
سیارک ۲۸۴۳ (به انگلیسی: 2843 Yeti، نامگذاری:1975XQ) دو هزار و هشتصد و چهل و سومین سیارک کشف شده‌است که در ۷ دسامبر ۱۹۷۵ کشف شد.
قدر مطلق سیارک برابر ۱۳٫۰۰ است.